# Michiaki Takahashi
Michiaki Takahashi (japonês: 高橋理明, Hepburn: Takahashi Michiaki, Osaka, 17 de fevereiro de 1928 – Suita, 16 de dezembro de 2013) foi um virologista japonês, mais conhecido por ter atenuado o vírus varicela zoster para produzir a cepa vacinal Oka de vacina viva atenuada contra varicela.

## Biografia
Takahashi se formou como Médico em 1954 pela Faculdade de Medicina da Universidade de Osaka e completou em 1959 o Curso de Pós-Graduação em Ciências Médicas, com especialização em virologia de poxvírus. Entre 1963 e 1965 estudou no Baylor College of Medicine, no Texas, e no Fels Research Institute da Temple University, na Pensilvânia.
Após a aposentadoria da Universidade de Osaka, ele recebeu o título de professor emérito.
Recebeu o Prince Mahidol Award de 2008.

### Morte
Morreu em 16 de dezembro de 2013, aos 85 anos, devido a uma insuficiência cardíaca.

## Homenagens
A Sociedade Japonesa de Vacinologia oferece um prêmio anual em homenagem a Takahashi, The Japanese Society for Vaccinology Takahashi Prize, fundado em outubro de 2005.
O Google exibiu um Doodle em 17 de fevereiro de 2022, para comemorar o 94.º aniversário de Takahashi.